# Špilja kod Vilišnice
Špilja kod Vilišnice este o arie protejată (sit de importanță comunitară — SCI) din Croația întinsă pe o suprafață de 0,78 ha, integral pe uscat.

## Localizare
Centrul sitului Špilja kod Vilišnice este situat la coordonatele 43°57′37″N 15°27′04″E / 43.960375°N 15.451153°E.

## Înființare
Situl Špilja kod Vilišnice a fost declarat sit de importanță comunitară în iulie 2013 pentru a proteja 3 specii de animale.

## Biodiversitate
Situată în ecoregiunea mediteraneană, aria protejată conține 1 habitat natural: Peșteri inaccesibile publicului.
La baza desemnării sitului se află mai multe specii protejate de  mamifere (3): liliac cu aripi lungi (Miniopterus schreibersii), liliac comun (Myotis myotis), liliacul mare cu potcoavă (Rhinolophus ferrumequinum).